# Inês de Castro
Inês de Castro (Comarca da Limia, Galicië, 1325 - Coimbra, 7 januari 1355) was de minnares van kroonprins Peter van Portugal (Dom Pedro). Haar tragische levensverhaal is een geliefd onderwerp in de literatuur.

## Levensloop
Inês de Castro was de dochter van Pedro Fernandez de Castro, een belangrijke edelman uit Galicië (Spanje) en Aldonza Lorenzo de Valladares. Deze Pedro werd ook genoemd “El de la Guerra” (“Hij van de Oorlog”), wegens zijn ongebreidelde vechtlust en veroveringsdrang.
Peter, de kroonprins van Portugal, werd in 1339/40 door zijn vader Alfons IV uitgehuwelijkt aan Constance Manuel van Castilië (1318-1345), met als doel de banden tussen Portugal en Castilië te verstevigen. Inês de Castro was een nicht van Constance en maakte deel uit van haar gevolg. De kroonprins werd smoorverliefd op Inês. Volgens de overlevering was Inês een mooie vrouw, en werd zij “cuello de garza” (letterlijk: “reigershals”) genoemd. Ze was sierlijk, had een blanke huid en heldere blauwe ogen. Beide geliefden waren achterkleinkinderen van Sancho IV van Castilië en waren dus met elkaar verwant.
Vanwege de oorlog in Castilië tussen Peter de Wrede en Hendrik II van Castilië zocht een deel van de Castiliaanse edelen onderdak in Portugal. Deze ballingen uit Castilië profiteerden van de invloed van Inês en wisten hun invloed aan het Portugese hof aanzienlijk uit te breiden. Peter raakte bevriend met de broers van Inês, Fernando de Castro, en Álvaro Pires de Castro, die streefden naar een hereniging van Portugal met het koninkrijk Castilië.
Koning Alfons IV zag dat de verhouding van zijn zoon de relatie met Castilië in gevaar bracht. Bovendien vormde de toenemende macht van de Spaanse edelen een bedreiging voor zijn troon. Toen bleek dat Peter niet van plan was om zijn relatie met Inês op te geven, gaf de koning opdracht de minnares van zijn zoon te vermoorden. Dit gebeurde uiteindelijk op 7 januari 1355 in het Paço da Rainha nabij het klooster Santa Clara-a-velha in Coimbra.

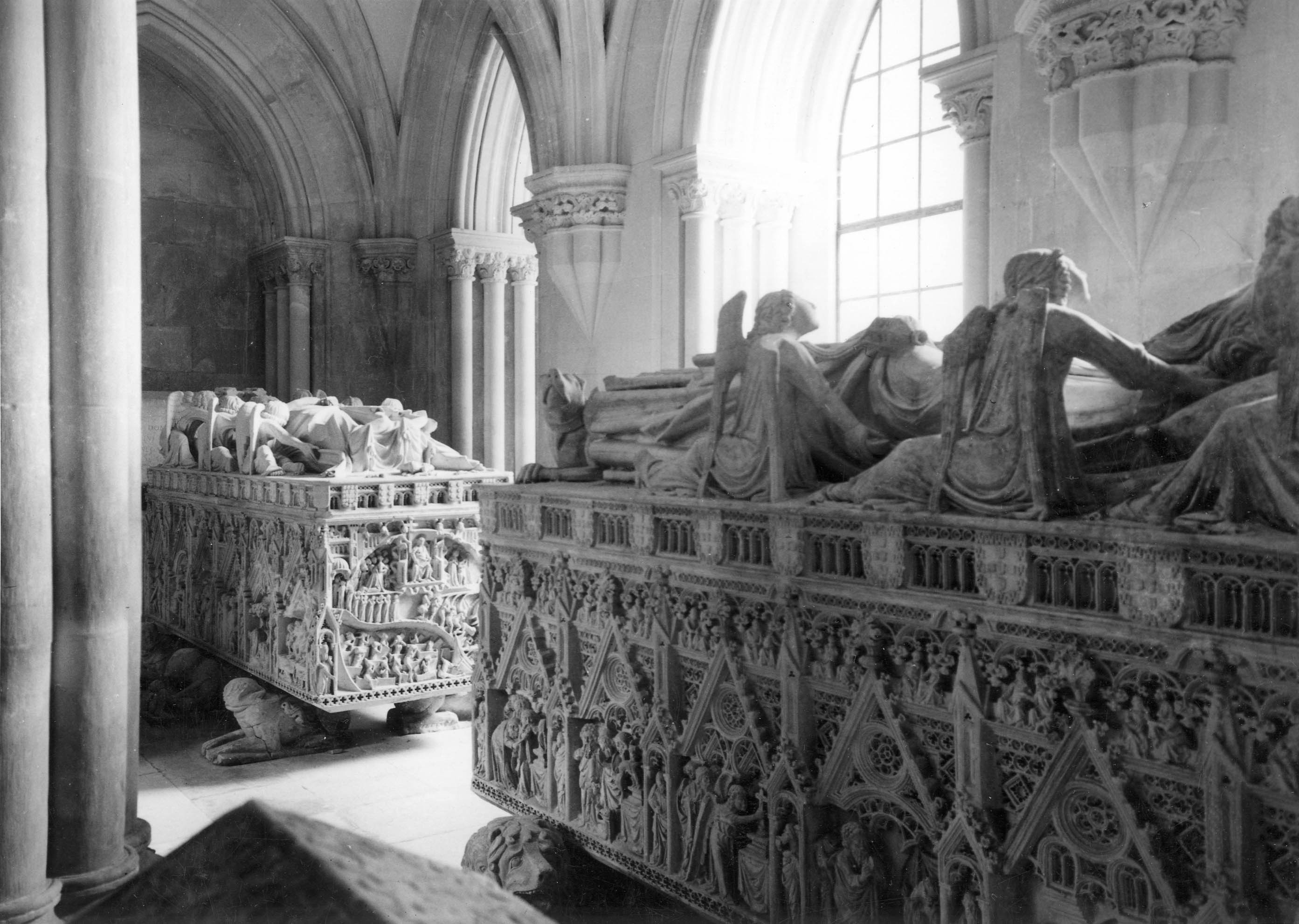
Graftombes van Inês en Dom Pedro

Na de moord op Inês kwam Peter in opstand tegen zijn vader en er ontstond een burgeroorlog. Uiteindelijk werd er vrede gesloten, via bemiddeling van de aartsbisschop van Braga, Dom Gonçalo Pereira.
De moordenaars van Inês zochten onderdak in Castilië. Twee van hen, Pêro Coelho en Álvaro Gonçalves werden na de dood van Alfons IV uitgeleverd aan Peter, die hen wreed liet vermoorden. De derde ontsnapte naar Aragón en later naar Frankrijk.
In 1357 overleed koning Alfons IV en in 1360 verklaarde Peter, zwerend op het evangelie, dat hij voor de dood van Inês met haar getrouwd was. Daarna liet hij het stoffelijk overschot van Inês opgraven en overbrengen naar het klooster van Santa María de Alcobaça. Daar liet hij een grafmonument maken, dat nog steeds bestaat. Het bestaat uit twee marmeren graftombes waarin de vorsten tegenover elkaar liggen. Het idee is dat op de Dag des oordeels beide vorsten overeind komend elkaar aankijken. Op het monument bevindt zich de inscriptie "Até ao fim do mundo" ("Tot het einde van de wereld").

## Nageslacht
- Alfons van Portugal (dood bij geboorte)
- Beatrix van Alburquerque  (1347-1381)
- João (1349-1387)
- Dinis (1354-1397)

## Inês de Castro in de kunst

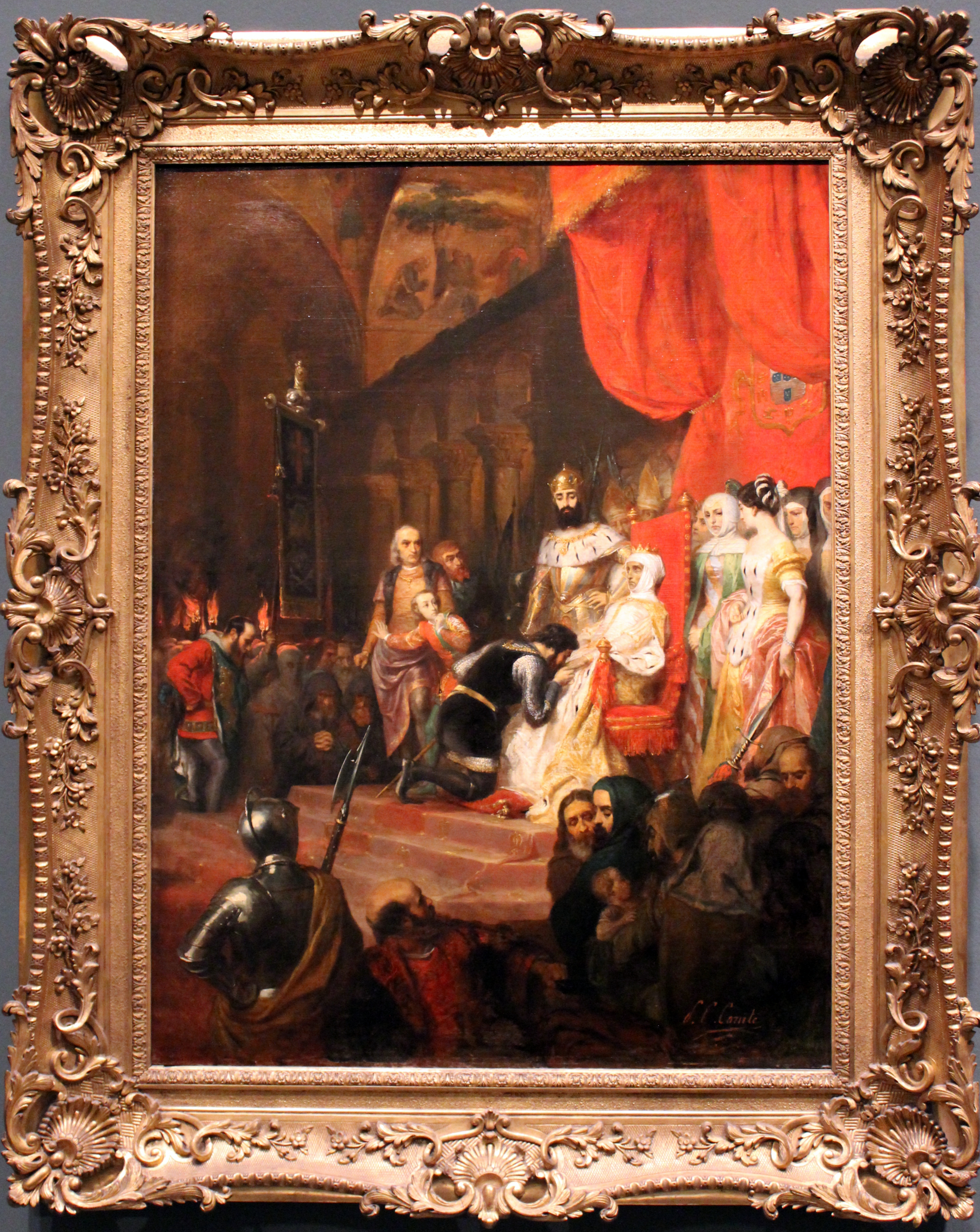
De kroning van Inês de Castro, door Pierre-Charles Comte, 1849

De liefde van Inês en Dom Pedro heeft veel schrijvers geïnspireerd; talloze verhalen, gedichten, romans en toneelstukken beschrijven deze liefde. Ook vormt de geschiedenis het onderwerp van circa twintig opera's. Het verhaal dat Inês' lichaam, nadat het was opgegraven, op een troon werd geplaatst en gekroond werd, is waarschijnlijk apocrief, maar is door de eeuwen heen een favoriet thema geweest voor zowel schrijvers als schilders. Wat vaststaat is dat ze tijdens haar leven niet gekroond is en toch als koningin van Portugal de geschiedenis is ingegaan.
- Luís de Camões, Os Lusíadas (1572)
- António Ferreira, A Castro, of Tragédia de Inês de Castro (1572)
- Fra Jerónimo Bermúdez de Castro, Nise Lastimosa en Nise Laureada (1577), toneelspelen waarin voor het eerst het verhaal opduikt dat Dom Pedro na zijn troonsbestijging het lijk van Inês liet opgraven en naast zich op de troon plaatsen
- Garcia de Resende, El Portugués (16de eeuw)
- Luis Vélez de Guevara, Reinar después de morir, Lissabon (1652)
- Rhijnvis Feith, Ines de Castro (1793)
- Nicola Antonio Zingarelli, Inês de Castro (opera, 1798)
- Victor Hugo, Inez de Castro (1819-20)
- Giuseppe Persiani, Inês de Castro (opera, 1835)
- Henry de Montherlant, La Reine Morte (1942)